# Törvényszéki beszéd
A törvényszéki beszéd a szónoki beszéd típusa, tárgya az igazság kiderítése egy múltbeli eseménnyel kapcsolatban. Két fő típusa a vádbeszéd és a védőbeszéd (apológia). Az egyik legrégibb törvényszéki szónoki beszéd Lüsziasz (i. e. 440 k. – 380 k.) írása:
„Szinte hálás vagyok tisztelt tanács, vádlómnak, hogy kezdeményezte ezt a pert. Eddig ugyanis nem volt alkalmam, hogy számot adjak életemről, most ezt tőle megkaptam. Megpróbálom hát bizonyítani beszédemben, hogy ez az alak hazudik, magam pedig mind ez idáig úgy éltem, hogy inkább dicséretre vagyok méltó, mint elmarasztalásra. Mert úgy érzem, más indítéka nem volt arra, hogy ekkora veszélybe sodorjon, csak az irigység.”
(Lüsziasz: A nyomorék érdekében)
Mai törvényszéki beszédekről szóló oldal a targyalasinaplo.hu